# Ахрамєєв Артем Євгенович
Артем Євгенович Ахрамєєв (нар. 5 квітня 1982) — український футболіст та футзаліст, захисник.

## Життєпис
У ДЮФЛУ в сезоні 1998/99 років виступав за харківський «Локомотив». По завершенні вище вказаного сезону перебрався до «Металіста», але одразу ж був переведений до другої команди. На професіональному рівні дебютував за «Металіст-2» 18 вересня 1999 року в переможному (2:1) виїзному поєдинку 8-го туру групи В Другої ліги України проти чернігівської «Десни». Артем вийшов на поле на 71-й хвилині, замінивши В'ячеслава Григор'єва. Першим голом у професіональному футболі відзначився 22 серпня 2001 року на 22-й хвилині програного (1:5) виїзного поєдинку 5-го туру групи В Другої ліги України проти полтавської «Ворскли-2». За першу команду «Металіста» дебютував 18 червня 2003 року в програному (2:4) виїзному поєдинку 30-го туру Вищої ліги України проти київського «Динамо». Ахрамєєв вийшов на поле на 88-й хвилині, замінивши Владислава Сухомлинова. Виступав здебільшого за «Металіст-2», також провів по одному поєдинку у вищій лізі та кубку України.
Під час зимової перерви сезону 2003/04 років став гравцем «Десни». У футболці чернігівського клубу дебютував 28 березня 2004 року в переможному (2:1) домашньому поєдинку 16-го туру групи В Другої ліги України проти харківського «Газовика-ХГВ». Артем вийшов на поле в стартовому складі та відіграв увесь матч. Першим голом за «Десну» відзначився 7 квітня 2004 року на 13-й хвилині нічийного (1:1) домашнього поєдинку 18-го туру групи В Другої ліги України проти запорізького «Металурга-2». Ахрамєєв вийшов на поле в стартовому складі, на 42-й хвилині отримав жовту картку, а на 68-й хвилині його замінив Віталій Гавриш. У футболці чернігівського клубу зіграв 27 матчів (2 голи) в Другій лізі України та 3 матчі в національному кубку. Потім виступав за інші друголігові колективи «Газовик-ХГВ», «Арсенал» (Харків) та «Локомотив» (Дворічна). У вересні 2006 року провів 1 поєдинок у Першій лізі України за дніпродзержинську «Сталь».
У 2007 році зіграв 21 матч за ЮПА (Юлівієска) з Какконена (третій за силою чемпіонат Фінляндії). Після цього завершив професіональну кар'єру, виступав на аматорському рівні за клуби «Ніка-СМК» (Харків) та «Фотон» (П'ятихатки).